# بيتر غريفيثز
بيتر غريفيثز (بالإنجليزية: Peter Griffiths)‏ (14 أغسطس 1957 في المملكة المتحدة - ) هو لاعب كرة قدم بريطاني في مركز جناح ‏. لعب مع برادفورد سيتي وبورت فايل وستوك سيتي وماتلوك تاون ‏ وستافورد رينجرز ونورثويتش فيكتوريا وBideford A.F.C. ‏ وMilton United F.C. ‏ وNewcastle KB United ‏ وSalisbury United FC ‏.

## وصلات خارجية
- بيتر غريفيثز على موقع قاعدة بيانات كرة القدم.إي يو (الإنجليزية)